# معركة جراب
معركة جراب، هي معركة حدثت في 17 يناير 1915. بين إمارة جبل شمر بقيادة سعود بن عبد العزيز آل رشيد وبين إمارة نجد بقيادة عبدالعزيز بن عبدالرحمن آل سعود، عند ماء جراب وهو شمال مدينة المجمعة، وانتهت بانهزام قوات ابن سعود عن ميدان المعركة ولكن بإغارة قبيلة مطير على معسكر جيش ابن رشيد أعاد بعض التوازن، ولكن المعركة انتهت بانتصار إمارة حائل.

## الخلفية التاريخية
إندلعت الحرب العالمية الأولى في 28 يوليو 1914، وتأخرت الدولة العثمانية 3 أشهر لتقرر دخول الحرب بجانب دول المركز في 29 أكتوبر 1914، وخلال ذلك سعت الدبلوماسية البريطانية لجذب العرب إلى جانب الحلفاء ودفعهم إلى إعلان الحرب ضد الدولة العثمانية إلا أن ابن سعود إلتزم الحياد
وكرد فعل على دخول العثمانيين الحرب إلى جانب ألمانيا قررت الحكومة البريطانية في الهند مهاجمة البصرة وأرسلت في 3 نوفمبر إلى الأمير عبد العزيز بن سعود تطلب منه التعاون في الاستيلاء على البصرة مقابل اعترافها به حاكما على نجد والأحساء وحمايته من أي هجوم يأتيه من البحر ومساعدته ضد أي انتقام من الدولة العثمانية، إلا أن ابن سعود أجابهم بأنه سيظل على الحياد ويترك جميع خياراته مفتوحة
في المقابل حاول العثمانيون استمالة ابن سعود وأرسلوا مبعوثهم من العراق طالب النقيب لهذه الغاية، ، إلا أن مهمة الوفد أخفقت بعد أن استولت لقوات البريطانية على البصرة في 22 نوفمبر 1914، وكرر العثمانيون محاولتهم لاستمالة ابن سعود وارسالوا وفدا من المدينة المنورة يحمل 10 آلاف ليرة لإقناعه بتأييد الدولة العثمانية إلا أن ابن سعود تملص تقديم أية وعود قائلا بأنه عاجز عن مقاومة الإنجليز، ولكنه وعد بعدم إعاقة تجار نجد عن تزويد الجيش التركي بالأغذية. ونتيجة لذلك لم يشترك ابن سعود بمهاجمة الدولة العثمانية في العراق كما أراد الإنجليز ولم يحارب الشريف حسين بالحجاز كما أراد العثمانيون
وعلى الرغم من أن الإنجليز رغم اعتمادهم على الشريف الحسين ماكان بوسعهم أن يتجاهلوا أمير نجد. ففي تلك الفترة كانت ممتلكات ابن سعود الشاسعة تمتد من الربع الخالي جنوبا حتى الكويت شمالا وكانوا يريدون من ابن سعود شيئا واحدا، وهو أن يشل حليف الأتراك أمير حائل الذي يهدد جناح الجيش البريطاني في جنوب وادي الرافدين.
وعلى الرغم من ابداء ابن سعود حياده في الصراع الدائر بين الإنجليز والأتراك فإن موقفه المحايد لم يستمر طويلا حيث انتهى عمليا بعد توقيع معاهدة دارين في 26 ديسمبر 1915، فقد أدرك ابن سعود صعوبة بقاءه معزولا ما دام ابن رشيد والعثمانيين يسعون للقضاء عليه وقد بادر البريطانيون قبيل توقيع المعاهدة بمنح بن سعود هدية شملت ألف بندقية و20 ألف جنية استرليني، وبدأوا بارسال معونة شهرية إلى الرياض بمقدار 5 ألاف جنيه استرليني ومقدار من الأسلحة والذخائر ابتدأ من عام 1916

## اتفاق إمارة جبل شمر مع العثمانيين
اجتمع الأمير سعود بن عبدالعزيز بن متعب آل رشيد مع والي البصرة شفيق كمالي باشا قرب الزبير وتم الاتفاق بينهما على أن تساعد الدولة العثمانية إمارة جبل شمر في محاربة أمير نجد عبدالعزيز آل سعود وأن تمنح حائل من أجل تحقيق هذه الغاية نحو 10 ألاف بندقية إضافة إلى الذخائر والأموال وحينما بلغ ابن سعود اتفاق العثمانيين مع ابن رشيد أرسل إلى الأخير كتابا يذكره بتهادنهما إلا أن ابن رشيد رد عليه قائلاً: «إني من رجال الدولة العثمانية. ومصالحتي اياك، لا تكون إلا إذا رضيت الدولة بها»

## استعدادات الطرفين
خرج ابن رشيد من حائل متوجها إلى الرياض تصحبه قوة تبلغ نحو 3 ألاف رجل من سكان حائل وبادية شمر وتجهز ابن سعود من الرياض بقوة من 3 ألاف رجل من سكان قرى العارض وبادية مطير والعجمان وسبيع والسهول.

## المعركة
تقدم الجيشان في صبيحة اليوم 23 يناير وأشتبكا مع بعضهما في جراب، حققت خيالة ابن سعود انتصارا على خيالة ابن رشيد، لكن مشاة ابن سعود هزموا وحينما رأى العجمان ما حدث للمشاة انسحبوا خيانة لعبد العزيز آل سعود وأرادوا نهب مخيمة وقد قتل في المعركة النقيب وليم شكسبير والذي كان يشغل منصب الوكيل السياسي البريطاني في الكويت.

ويصف الوقعة أمين الريحاني في مؤلفه تاريخ نجد ما نصه : 
| معركة جراب | احتدم القتال ودوت البنادق، فأصيب شكسبير برصاصة أودت بحياته وكان فرسان العجمان قد تراجعوا خيانة وهم يصيحون صيحة الإنهزام، فأغارت إذ ذاك بادية ابن رشيد على جناح أهل التوحيد الأيسر فدحرته وغنمت أمواله اما بدو ابن سعود وأكثرهم من مطير فقد أغاروا أثناء ذلك على جيش ابن رشيد ومخيمه وكانوا كذلك من الفائزين الغانمين. | معركة جراب |

وينقل جون فيلبي رواية أحد مقاتلين ابن سعود الذي أشترك في المعركة جراب ويدعى حسين قائلا 
| معركة جراب | عندما رفع ابن سعود بيرقه إشارة للتقدم والزحف على ابن رشيد لم يكن لدينا سوى مدفع واحد، كنت أنا المسئول عنه وعندما اقتربنا من منطقة جراب انقسم الجيش إلى قسمين، وتولى ابن سعود بنفسة قيادة الخيالة كلها بحثا عن العدو الذي وردت تقارير تفيد أنه أصبح قاب قوسين أو أدنى هذا في الوقت الذي تركت المشاة فيه الجمال والأمتعة في المعسكر وسارت بطريق مختلف بحذاء الشعب وبمدفعي الوحيد رافقت المشاة ومعي شكسبير، وفجأة أكتشف كشافونا أن العدو كان يتقدم في اتجاهنا وهنا سحبت مدفعي إلى موقع حاكم لأفتح النيران على العدو، وعلى الفور بدأت إطلاق النار بينما وقف شكسبير صخرة صغيرة يراقب العدو من خلال نظارة الميدان ويبلغني بالاتجاه الذي أوجه إليه نيران مدفعي وناديته وطلبت منه عدم تعريض نفسه للخطر ورجوته أن يخلع غطاء رأسه لأنه لم يكن يرتدي مثل ملابسنا وإنما كان يرتدي زيا بريطانيا ولكنه لم يعرني اي انتباه وواصل توجيهي إلى الاهداف التي أفتح عليها نيران مدفعي وبعد فترة قصيرة اصيب الرجل بطلق في فخذه ولكن على الرغم من عدم قدرته على الحركة استمر في عمله وراح يوجه نيراني إلى أن تلاقت القوات المتعادية ودخلت قتالا متلاحما وهنا توقفت عن الرماية وجلسنا على الارض نشاهد المعركة وبعد فترة وجيزة شاهدت قواتنا تتراجع وهنا قلت له هيا بنا لقد انتهى كل شيء هيا بنا نهرب عن طريق الشعب وبعد ذلك سحبت اجزاء المدفع المتحركة ودفنتها في الرمل ورحت اجري في الاتجاه المشار اليه وقال الرجل شيئا عن سلوك طريق مختلف ولكني لم انتظر وحينما نظر حسين إلى الخلف شاهد جمالة العدو وهي تهجم على شكسبير الذي وقف رغم اصابته وراح يقاتل إلى ان سقط ميتا ولم يرى حسين أكثر من ذلك في الوقت نفسه كانت خيالة ابن سعود قد تمكنت من طرد خيالة العدو امامها وراحت تلاحقها ولكن العجمان بعد أن رأوا الذي حدث للمشاة فروا كي يسلبوا المخيم وينهبوه وخسر ابن سعود المعركة وادعى ابن سعود النصر في ضوء النجاح الذي اصابته الخيالة لكن شرف الانتصار كان للعدو الذي يكن على الرغم من كل ذلك في موقف يمكنه من القيام بمحاولة أخرى وتراجع ورضي بغنيمة المخيم الذي جرى تخريبه | معركة جراب |

## هوامش
1. 1 2 3  قلب الجزيرة العربية، الجزء الأول، هاري سنت فيلبي، ترجمة صبر محمد حسن، ص.492
2. ↑  موسوعة تاريخ العرب المعاصر والحديث، د. مفيد الزيدي ، دار أسامة للنشر طبعة 2004 ، ص.121
3. ↑  Saudi Arabia: The Ceaseless Quest for Security, Nadav Safran, p37
4. 1 2  تاريخ العربية السعودية، اليكسي فاسيلييف، ص.307
5. 1 2  تاريخ نجد الحديث، أمين الريحاني، ص:222
6. ↑  تاريخ العربية السعودية، اليكسي فاسيلييف، ص.310
7. ↑  تاريخ نجد الحديث، أمين الريحاني، ص:217
8. ↑  تاريخ نجد الحديث، أمين الريحاني، ص:218